# Sarcoma

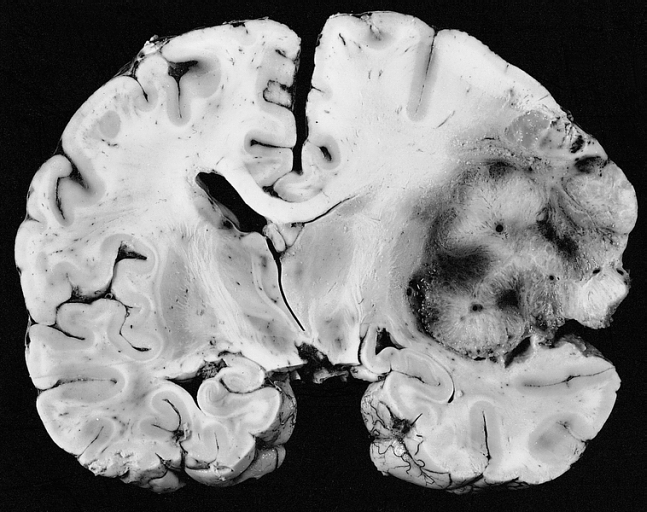
Neurofibrosarcoma, um tipo de sarcoma altamente maligno e deformante.

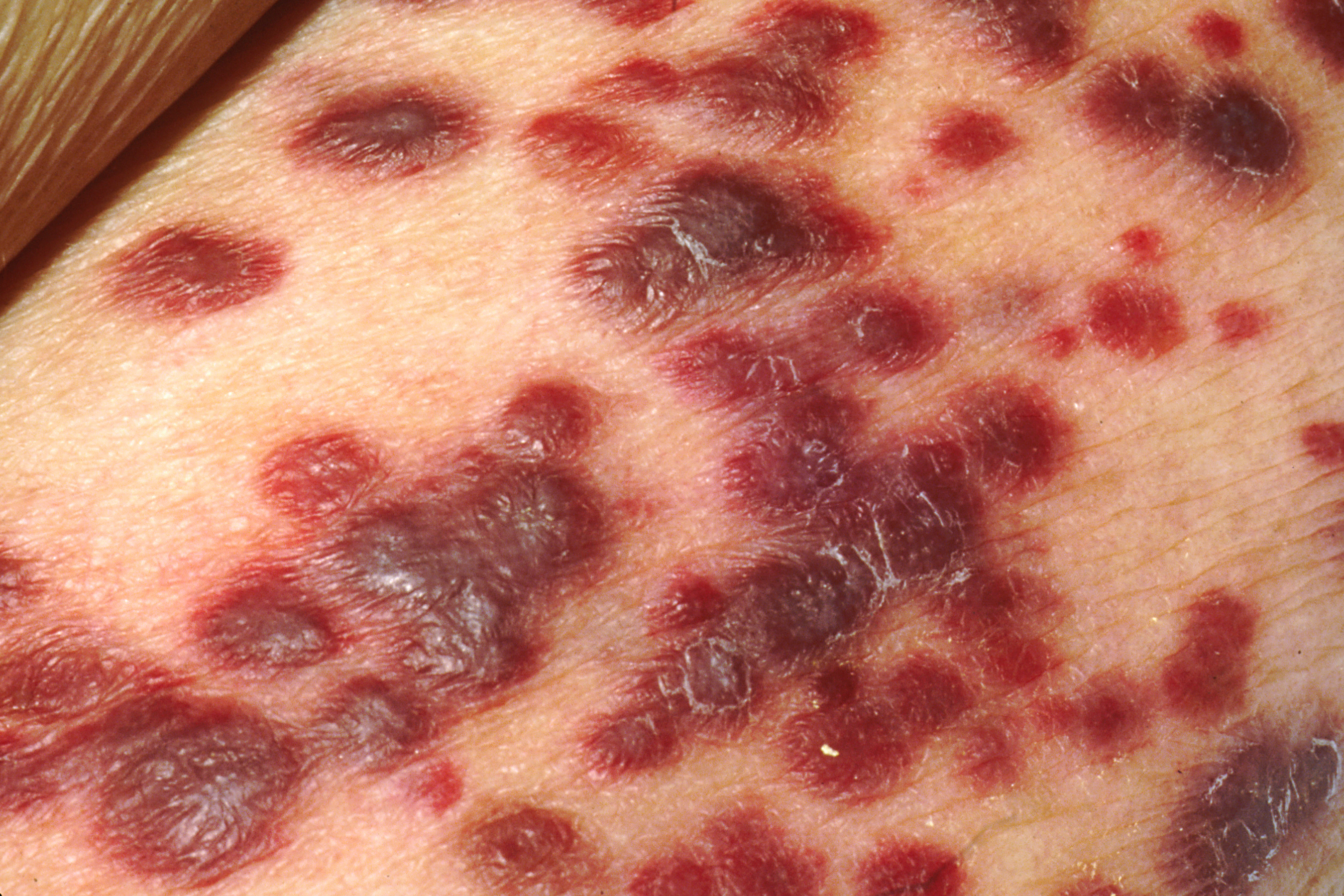
Apesar do nome, o Sarcoma de Kaposi, um tipo de câncer de pele comum em homens com HIV e KSHV (HHV-8) simultaneamente, não é um sarcoma de verdade.

Um sarcoma é um cancro (câncer)/neoplasia que atinge células da mesoderme, em contraste com os cânceres mais comuns, que atingem a parte mais superficial ou interna do tecido. Pode atingir osso, cartilagem, gordura, músculo, vasos sanguíneos, ou tecidos moles. O termo advém do termo grego e significa "crescimento carnoso". São os tipos de câncer que mais fazem metástase e portanto os mais perigosos e difíceis de serem tratados. 

## Diagnóstico
Pacientes com sarcoma, no entanto, geralmente não se sentem doentes e podem ter pouca ou nenhuma dor e, portanto, não consideram o fato de que essa massa pode representar uma doença muito mortal. Isso leva muitos a só procurarem ajuda médica depois que o sarcoma já esteja em um grau avançado e perigoso. Só costuma doer se for em uma área muito desconfortável ou sensível. O diagnóstico varia com o tipo de sarcoma mas pode ser feito por tomografia computadorizada, ressonância magnética, raio X, PET Scan ou por biópsia.

## Nomenclatura
Além de ser nomeado com base no tecido de origem ou de seu descobridor, os sarcomas são também atribuído um grau (baixo, médio ou alto) com base na presença e frequência de certas características celulares e subcelulares associados com o comportamento biológico maligno.

## Tratamento
Sarcomas de baixa gravidade são geralmente tratados cirurgicamente, sem necessariamente precisar de radioterapia ou a quimioterapia, mas elas possam ser usadas dependendo do caso. Sarcomas de grau intermediário e grau alto são mais frequentemente tratados com uma combinação de cirurgia, quimioterapia e radioterapia, pois tumores de grau mais elevado são mais propensos a sofrer metástase, então precisam ser tratados de forma mais agressiva. O reconhecimento de que muitos sarcomas são sensíveis à quimioterapia melhorou drasticamente a sobrevida dos pacientes. Por exemplo, na era antes da quimioterapia, a sobrevivência a longo prazo para pacientes com osteossarcoma localizado era apenas aproximadamente 20%, mas agora subiu para 60-70%.

## Tipos de sarcoma
Sarcomas e seus respectivos números no CID-0:
- Tumor de Askin (8803 / 3)
- Sarcoma de Botryodies (8910/3)
- Condrossarcoma (9220/3-9240/3)
- Sarcoma de Ewing (9260 / 3) - PNET (9473 / 3)
- Hemangioendotelioma maligno (9130 / 3)
- Schwannoma maligno (9560/3-9561/3)
- Osteossarcoma (9180/3-9190/3)

- Sarcomas de tecido mole:
  - Sarcoma Alveolar (9581 / 3)
  - Angiossarcoma (9120 / 3)
  - Cistosarcoma filoide (M9020)
  - Dermatofibrossarcoma (8832/3-8833/3)
  - Tumor Desmóide (8821/1-8822/1)
  - Tumor de pequenas células redondas desmoplásicas (8806 / 3)
  - Sarcoma epitelial (8804 / 3)
  - Condrossarcoma extraesquelético (9220 / 3)
  - Osteossarcoma extraesquelético (9180 / 3)
  - Fibrossarcoma (8810 / 3)
  - Hemangiopericitoma (9150)
  - Hemangiosarcoma (9120 / 3)
  - Sarcoma de Kaposi (9140 / 3)
  - Leiomiosarcoma (8890/3-8896/3)
  - Lipossarcoma (8850/3-8858/3)
  - Linfangiossarcoma (9170-9175)
  - linfossarcoma (9590-9999)
  - Histiocitoma fibroso maligno (8830 / 3)
  - Neurofibrossarcoma (9540 / 3)
  - Rabdomiossarcoma (8900-8920)
  - Sarcoma sinovial (9040/3-9043/3)